# Avram Gots

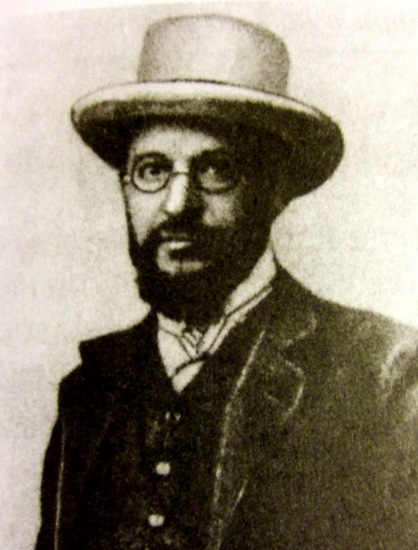
Avram Rafailovich Gots

Avram Rafailovich Gots (1882 – Moscou, 1940 Nizhny Ingash) foi um político e revolucionário russo, líder dos socialistas-revolucionários da Rússia, e ativo nas revoluções de 1905 e 1917.